# Тонкочеревець звичайний
Тонкочеревець звичайний (Sympetrum vulgatum) — вид бабок родини справжніх бабок (Libellulidae).

## Поширення
Вид поширений в Європі, Північній Африці та помірній Азії на схід до Японії. В Україні вид поширений в більшості областей. Мешкає поблизу стоячих та повільних водойм.

## Опис
Розмах крил досягає 6 см. Довжина переднього крила 33-37 мм, заднє крило 24-29 мм, довжина черевця — 22-28 мм. Черевце сильно сплощене і розширене. В основі крила розташована велика темно-коричнева пляма (стигма), в іншій частині мембрана крила прозора. Задній край передньогрудей має великий, майже вертикальний виступ, що несе бахромку з довгих волосків. Уздовж швів на грудях розвинені чіткі лінії чорного кольору. Чорна поперечна смуга, що проходить між тім'ям і чолом, спускається вниз вздовж внутрішнього краю очей. Ноги чорного кольору, з жовтою смугою зовні. Великі вохристо-жовті плями на основі крил відсутні.
Статевий диморфізм проявляється в забарвленні самців і самиць. У самців боки грудей червоного кольору, з трьома широкими чорними смугами, черевце червоного кольору, з чорною бічною смугою. У самиць боки грудей жовто-бурого кольору, з 3 широкими чорними смугами; черевце буре, з чорною бічною смугою.